# Filippo Agricola
Filippo Agricola (Roma, 12 aprile 1795 – Roma, 2 dicembre 1857) è stato un pittore italiano.

## Biografia
Fu introdotto alla pittura dal padre, Luigi Agricola, accademico e intimo amico di Canova, e perfezionò le sue conoscenze artistiche e classiche, frequentando l'Accademia nazionale di San Luca, sotto la guida di Gaspare Landi e Vincenzo Camuccini.
Nel 1812 vinse il concorso "napoleonico" con il quadro Mario che medita sulle rovine di Cartagine, e ottenne una pensione triennale istituita da Canova, iniziando così una brillante carriera, attestata da numerosi riconoscimenti: l'introduzione con onori nell'Accademia di S. Luca, l'ottenimento della cattedra di pittura e poi l'assunzione della presidenza della stessa istituzione. Inoltre venne incaricato di dirigere lo Studio vaticano per il mosaico, realizzando pregevoli opere alla facciata di S. Paolo fuori le mura.
Ottenne molte commissioni per ritratti da parte di casate italiane e straniere, tra i quali si ricordano La Principessa di Danimarca nel 1822 e Costanza Perticari Monti. Questo ritratto, del 1821, rappresenta la figlia di Vincenzo Monti, il quale cantò l'opera nel sonetto Più la contemplo, più vaneggio in quella (1822). Il conte Giulio Perticari, marito di Costanza Monti e commissionatore dell'opera, lodò il quadro con queste parole: «Che m'avete voi fatto? Io m'aspettavo un quadro; e voi mi avete mandato un miracolo... Mio suocero da Milano mi scrive che non solo gli artisti, ma le prime dame della città ne stanno in aspettazione grandissima... e voi udirete di colà venirvene il suono degli applausi alto, verace, nudo d'ogni lusinga; lo udirete».
Notevole fu la sua produzione nei dittici come ad esempio Dante e Beatrice, Petrarca e Laura, Ariosto e Alessandra, Raffaello e la Fornarina, Tasso e Leonora.
Per il suo stile, la sua impostazione e i suoi canoni il poeta Vincenzo Monti gli attribuì il soprannome di "Raffaello del suo tempo", anche se i critici lo considerano agganciato alla cultura e al gusto neoclassico.
In qualità di sottoispettore delle Pitture dei Sacri Palazzi Apostolici, in occasione dell'operazione di spolveratura, nel 1839 Agricola criticò gli interventi di restauro delle pitture raffaellesche delle Stanze Vaticane effettuati da Carlo Maratta (1702-1703). Comunque, pur sottolineando «la poca bontà dei ritocchi» giustificó la cosa con l'età avanzata del Maratta che non aveva potuto salire sui ponteggi e che aveva dovuto delegare la ridipintura ai suoi collaboratori.
Morì a Roma il 2 dicembre 1857.